# تعليقات على كورنيل
تعليقات على كورنيل The Commentaires sur Corneille- هو عمل من أعمال النقد الأدبي للكاتب والفيلسوف الفرنسي فولتير في عصر التنوير، حيث قام بجمع وتحليل الأعمال الدرامية لبيير كورنيي (1608–1684). وقد نُشر لأول مرة عام 1764،
وطبع في جنيف في اثني عشر مجلداً. أضافت الطبعة الثانية، التي نُشرت بعد عشر سنوات، تعليقات نقدية واسعة النطاق، تعكس التغيرات في موقف فولتير تجاه كورنيي والنقد. لقد كان أكبر عمل نقدي لفولتير على الإطلاق، ووصفه المؤلف بأنه خلاصة لخبرته الخمسين عامًا في المسرح.على الرغم من تأثيره الكبير في أواخر القرن الثامن عشر، إلا أنه كان يُنظر إليه بشكل أكثر سلبية منذ عام 1800 فصاعدًا، حيث شكك النقاد في عدالة تعليق فولتير ودوافعه.

## خلفية العمل

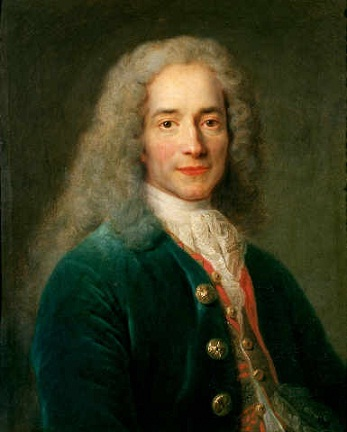

كتب فولتير إلى الأكاديمية الفرنسية في 10 أبريل 1761، يشيد فيها بجهودها في إنشاء طبعات قياسية من الأدب الفرنسي الكلاسيكي. وطلب الإذن بتحرير نسخة من أعمال كورنيل الدرامية كجزء من هذا المشروع الأوسع. كان رد تشارلز بينوت دوكلوس، السكرتير الدائم للأكاديمية، غير متحمس. كتب فولتير مرة أخرى في الأول من مايو، مع اقتراح أكثر تفصيلاً. ووصف كورني بأنه هوميروس اللغة الفرنسية: وهو شخصية فريدة جعلت اللغة شائعة في الثقافات الأجنبية وأظهرت أن العمل الفرنسي يمكن أن يكون فنًا عظيمًا. ووعد بأن الأموال التي يجمعها المنشور ستفيد إحدى أقارب كورنيل الحية، ماري فرانسواز كورنيل. وقد لاقى الاقتراح استجابة إيجابية من اجتماع الأكاديمية، والذي تم إرساله إلى فولتير في 19 مايو.

## المحتوى
بالإضافة إلى النسخ غير المعدلة من نصوص كورنيل، قدم فولتير طبعتين من التعليقات التوضيحية. تضمنت الطبعة الأولى حواشي، وأضافت الطبعة الثانية (نُشرت عام 1774) خمسمائة قسم من التعليقات النقدية. بين تجميع الطبعتين، أصبح رأي فولتير في كورني ككاتب مسرحي أكثر سلبية. وينعكس هذا في المجموعة الثانية من الشروح التي تعتبر أكثر أهمية من حيث النطاق والنبرة. كان حماس فولتير للمشروع مدفوعًا جزئيًا بالرغبة في الدفاع عن الأدب والقيم الفرنسية الكلاسيكية ضد التأثيرات الثقافية الأجنبية. في الطبعة الأولى، صور كورنيي على أنه عبقري مهمل: على الرغم من وجود بعض الانتقادات، إلا أنها كانت صامتة وركز التعليق على الأعمال الأفضل. وبحلول الطبعة الثانية، أصبح فولتير أكثر وعيًا بواجب الناقد في أن يكون موضوعيًا وأن يساعد الآخرين على التعلم من أخطاء الفنان. تحتوي المجلدات أيضًا على نصوص لمؤلفين آخرين، اختارها فولتير لمقارنتها بعمل كورنيي. وشملت هذه ترجمة الأعمال الثلاثة الأولى لشكسبير يوليوس قيصر ومقتطفات من مسرحيات جان راسين وبيدرو كالديرون دي لا باركا. في رسائله إلى الأكاديمية، دافع فولتير عن المقارنة ضد هذه النصوص الأجنبية باعتبارها جزءًا أساسيًا من النقد.

## تقديم
ماري كورنيل، التي كانت تعاني من الفقر عندما قدم فولتير اقتراحه إلى الأكاديمية، حصلت على مبلغ كبير من المال من مبيعات الكتب. أدى نشر تعليقات على كورنيل إلى تنشيط جدل شديد الاستقطاب بالفعل حول كورني والدراما الفرنسية بشكل عام. منذ عام 1800 فصاعدًا، اتهم النقاد فولتير بالتحذلق والنقد التافه والحسد. أعرب نابليون عن تفضيله لكورنيل على فولتير، مما أدى إلى إحياء سمعة الأول ككاتب مسرحي بينما قلل من سمعة الأخير. لكن العلماء المعاصرين أهملوا التعليقات إلى حد كبير مقارنة بأعمال فولتير الأخرى. كتب ديفيد ويليامز أن "الدقة الجراحية التي كشف بها فولتير بلا هوادة تفاصيل تقنية كورنيليان، يبدو أنها فرضت ضغط يفوق التحمل على صبر الجميع باستثناء حفنة من الأصدقاء والمؤيدين المعاصرين".